# Чемпионат мира по самбо 2007
Чемпионат мира по самбо 2007 года прошёл в Праге 7-10 ноября.

## Медалисты

### Мужчины
| Весовая категория | Золото                          | Серебро                              | Бронза                                                     |
| ----------------- | ------------------------------- | ------------------------------------ | ---------------------------------------------------------- |
| до 52 кг          | Ушанги Кузанашвили · Грузия     | Беслан Мудранов · Россия             | Ерболат Байбатыров · Казахстан Ислам Гасымов · Азербайджан |
| до 57 кг          | Тимур Галлямов · Россия         | Александр Морудов · Беларусь         | Шухрат Мурадов · Узбекистан Эльчин Маилов · Азербайджан    |
| до 62 кг          | Илья Хлыбов · Россия            | Андрей Каштанов · Украина            | Азамат Муканов · Казахстан Игорь Седой · Беларусь          |
| до 68 кг          | Дмитрий Базылев · Беларусь      | Санжаасурэнгийн Миярагчаа · Монголия | Стефан Шопов · Болгария Асылбек Алкей · Казахстан          |
| до 74 кг          | Виктор Савинов · Украина        | Гантумурийн Дашдава · Монголия       | Александр Шаров · Россия Каха Мамулашвили · Грузия         |
| до 82 кг          | Магомед Абдулганилов · Беларусь | Леван Циклаури · Грузия              | Владимир Приказчиков · Россия Заур Пашаев · Азербайджан    |
| до 90 кг          | Андрей Казусёнок · Беларусь     | Альсим Черноскулов · Россия          | Акобир Курбанов · Узбекистан Ламберто Раффи · Италия       |
| до 100 кг         | Мириан Павлиашвили · Грузия     | Кирилл Воловик · Украина             | Сергей Кухаренко · Беларусь Евгений Исаев · Россия         |
| свыше 100 кг      | Юрий Рыбак · Беларусь           | Звиад Чинчаладзе · Грузия            | Михаил Старков · Россия Доржпаламын Ганхуяг · Монголия     |

### Женщины
| Весовая категория | Золото                          | Серебро                          | Бронза                                                     |
| ----------------- | ------------------------------- | -------------------------------- | ---------------------------------------------------------- |
| до 48 кг          | Кристина Квачан · Россия        | Татьяна Москвина · Беларусь      | Эрденечимегийн Номин · Монголия Тамара Карапетян · Украина |
| до 52 кг          | Мунхбаатарын Бундмаа · Монголия | Марина Жарская · Беларусь        | Татьяна Зенченко · Россия Ульяна Ремицкая · Украина        |
| до 56 кг          | Марина Корнеева · Россия        | Хишигбатын Эрденет-Од · Монголия | Ольга Лазорив · Украина Элица Рагева · Болгария            |
| до 60 кг          | Раиса Байлиева · Казахстан      | Иогана Кастано · Колумбия        | Линда Цирцене · Латвия Анна Репида · Молдова               |
| до 64 кг          | Анна Лешкова · Беларусь         | Ева Климасхаус Киене · Литва     | Алёна Сайка · Украина Екатерина Гольберг · Россия          |
| до 68 кг          | Ольга Усольцева · Россия        | Мария Семенюк · Украина          | Ева Пуките · Латвия Мадельина Чоконта · Колумбия           |
| до 72 кг          | Марина Прищепа · Украина        | Невенка Чупович · Сербия         | Екатерина Радевич · Беларусь Дацил Лопес · Испания         |
| до 80 кг          | Наталья Смаль · Украина         | Мария Оряшкова · Болгария        | Элизабет Амая · Венесуэла Оксана Обломская · Беларусь      |
| свыше 80 кг       | Юлия Борисик · Беларусь         | Церенханд Дожготов · Монголия    | Ирина Родина · Россия Анджелика Сопп · Эстония             |

### Боевое самбо
| Весовая категория | Золото                               | Серебро                               | Бронза                                                    |
| ----------------- | ------------------------------------ | ------------------------------------- | --------------------------------------------------------- |
| до 52 кг          | Баир Ванжилов · Россия               | Сонинхуугийн Орхонбаатар · Монголия   |                                                           |
| до 57 кг          | Денис Емелюков · Россия              | Сергей Глущенко · Украина             | Ержал Жуссупов · Казахстан Марко Косев · Болгария         |
| до 62 кг          | Баасанхуугийн Дамланпурев · Монголия | Максим Купцов · Россия                | Игорь Северин · Украина Константин Табаков · Болгария     |
| до 68 кг          | Сергей Гречихо · Литва               | Мурат Ристов · Россия                 | Махат Ибрагимов · Казахстан Владимир Шевков · Латвия      |
| до 74 кг          | Игорь Исайкин · Россия               | Олег Мартыненко · Украина             | Лотфи Нима · Иран Зезва Эбелашвили · США                  |
| до 82 кг          | Росен Димитров · Болгария            | Дорждеремийн Мунхбаясгалан · Монголия | Давид Григорян · Украина Дарюс Станкевичус · Литва        |
| до 90 кг          | Александр Коломиец · Украина         | Владислав Чернавскис · Латвия         | Румен Димитров · Болгария Алексей Веселовзоров · Россия   |
| до 100 кг         | Александр Гаркушенко · Россия        | Артурас Пранкевичус · Литва           | Камен Георгиев · Болгария Константин Ступаченко · Украина |
| свыше 100 кг      | Фёдор Емельяненко · Россия           | Владимир Бегеза · Украина             | Янчо Димитров · Болгария Камил Хробак · Чехия             |